# Michael Simon
Michael Joey Simon (Amburgo, 29 agosto 1972) è un disc jockey e produttore discografico tedesco.

## Biografia
Il suo primo successo è stato con il progetto Shahin & Simon con i brani Do The Right Thing e The Rebel negli anni novanta. Dal 14 agosto 2006 sostituisce alla tastiera Jay Frog nella band tedesca Scooter, con cui aveva già collaborato nel 1996 quando lui e Shahin Moshirian remixarono I Am Raving and Let Me Be Your Valentine, supportandoli inoltre nel loro tour. Gli Scooter ricambiarono il favore remixando il loro single Do The Right Thing.

## Discografia parziale

### Album
- 2004 - Revelacion

### Discografia con Shahin & Simon

#### Album in studio
- 1996 - Do The Right Thing
- 1966 - Eternity
- 1997 - Haushaker
- 1997 - The Rebel
- 1999 - The Rebel 2